# Elektrostymulacja (mięso)
Elektrostymulacja – elektrostymulujący przepływ prądu elektrycznego o charakterystyce zbliżonej do impulsów nerwowych przez tuszę lub półtuszę.
Elektrostymulacja tusz powoduje skurcz mięśni, przyspieszając ponad stokrotnie glikolizę (proces poubojowy), w efekcie czego szybko obniża się pH mięsa i nie występuje skurcz chłodniczy. Proces korzystnie wpływa m.in. na kruchość mięsa. Następuje w tym zakresie polepszenie wyniku o około 30–100%. Elektrostymulację najczęściej przeprowadza się najpóźniej do jednej godziny od momentu ogłuszenia danego zwierzęcia. Tusze należy jednak szybko wychłodzić, ponieważ w przeciwnym wypadku kruchość mięsa może się nawet pogorszyć.